# Erika von Huene
Erika Martha von Hoyningen-Huene (* 1905 in Tübingen; † 1969 in Berlin) war eine deutsche Paläontologin, die unter anderem im Steinbruch Gaisbrunnen bei Tübingen-Bebenhausen einen Zahn des Tricuspes tubingensis fand und daraufhin die Art beschrieb.

## Leben und Wirken
Sie war die älteste Tochter des Paläontologen Friedrich von Huene und Theodora („Dora“) Huene, geb. Lawton, (* 5. Juli 1880 in Tübingen; † 30. April 1962 ebenda). Sie promovierte 1933 unter Edwin Hennig und mit der Hilfe von Otto H. Schindewolf. Während des Zweiten Weltkriegs führte sie für letzteren einige Arbeiten im Auftrag des Reichsamts für Bodenforschung durch. Bei Kriegsende kehrte sie in ihr Elternhaus zurück, um sich um ihre Eltern zu kümmern. In ihren letzten Lebensjahren leitete sie Altersheime in Tübingen und Berlin-Frohnau. Sie starb in Berlin nur zwei Wochen nach dem Tod ihres Vaters.

## Schriften
Erika von Huene hat während ihrer wissenschaftlichen Karriere nur 7 Veröffentlichungen geschrieben:
- Zur Kenntnis des württembergischen Rätbonebeds mit Zahnfunden neuer Säuger und säugerähnlicher Reptilien. Schwend, 1933.
- Ein Rhynchocephale aus dem Rhät (Pachystropheus n. g.). Neues Jahrbuch für Mineralogie, Geologie und Paläontologie 74 (1935): Seiten 441–447.
- Cymatosaurus und seine Beziehungen zu anderen Sauropterygiern. Neues Jahrbuch für Mineralogie, Geologie und Paläontologie, Monatshefte, Abt. B 1944 192-222, 6 Abbildungen.
- Collected Papers., 1933–1949